# Клюкин, Василий Степанович
Васи́лий Степа́нович Клюкин (28 февраля 1907, д. Клюкинцы, Вятская губерния — 22 марта 1987, Краснодар) — Герой Советского Союза, шофёр 116-го артиллерийского полка Резерва Главного Командования 13-й армии, красноармеец, русский, образование начальное.

## Биография
Родился 28 февраля 1907 года в д. Клюкинцы в крестьянской семье.
Работал шофёром в МТС станицы Ивановская Красноармейского района Краснодарского края.
В Красной Армии с 1929 и с 1939 г.
Участник освободительного похода советских войск в Западную Белоруссию 1939 г.

### Советско-финская война (1939—1940)
Шофёр 116-го артиллерийского полка РГК (Резерв Главного Командования) (13-я армия) рядовой Клюкин В. С. отличился в боях за переправу через реку Бурная на Карельском перешейке.
6 декабря 1939 г. колонна автомашин, доставляя боеприпасы на огневую позицию, остановилась: у впереди идущей машины заглох двигатель. Противник открыл огонь.
Клюкин бросился к головной машине, завёл её и вывел всю колонну в безопасное место.
9 и 11 декабря попал под артиллерийский обстрел противника. Умело маневрируя машиной, доставил боеприпасы на позицию.
На обратном пути вёз раненых и попал под обстрел.
Сумел выехать из опасной зоны и доставил их в госпиталь.

### Великая Отечественная война
В годы Великой Отечественной войны 1941—1945 годов служил в системе НКВД СССР.

### После войны
Жил в городе Краснодаре, работал шофёром в Краснодарском краевом комитете КПСС.
Умер 22 марта 1987 года. Похоронен в Краснодаре на Славянском кладбище.

## Награды
- Герой Советского Союза (орден Ленина и медаль «Золотая Звезда» № 306) — за образцовое выполнение боевых заданий командования на фронте борьбы с финской белогвардейщиной и проявленные при этом отвагу и геройство (указ Президиума Верховного Совета СССР от 7 апреля 1940)[2].
- Орден Отечественной войны I степени (6.4.1985)[3].

## Память
- Имя Героя высечено золотыми буквами в зале Славы Центрального музея Великой Отечественной войны в Парке Победы города Москвы.
- Его имя на гранитной стелле в парке Победы в Кирове.
- На могиле установлен надгробный памятник.
- Имя воина-водителя Героя Советского Союза В. С. Клюкина увековечено на стене памяти Уссурийского высшего военного автомобильного командного училища.

## Комментарии
1. ↑  Деревня Клюкинцы (Боровиковская 2-я), относившаяся к Поломской волости Вятского уезда, в последующем входила в состав Максаковского сельсовета Просницкого района; не сохранилась, ныне — территория Кирово-Чепецкого района Кировской области[1].